# Slægten (film fra 1912)
 For alternative betydninger, se Slægten. (Se også artikler, som begynder med Slægten)
Slægten er en dansk stum melodramafilm fra 1912 produceret af Det Skandinavisk-Russiske Handelshus ("SRH") og instrueret af Vilhelm Glückstadt og Alfred Lind. Manuskriptet er baseret på Gustav Wieds roman af samme navn fra 1898.
Filmen havde dansk premiere den 2. december 1912 i Victoria-Teatret og blev ud udlandet distribueret under titlerne Slägten, Die von Leunbach og Sa mig svidánja.

## Handling
Baron Leunbach og hans hustru Alvilda vender hjem fra bryllupsrejse til godset i Jylland. Her opstår hurtigt konflikt mellem baronessen og hendes svigermor, enkebaronessen,der kaldes "Hendes Nåde". Hendes Nåde udspionerer Alvilda og afslører en affære med baronessens fætter, Grev von Scheele. Ved høstgildet forsøger baronessen at advare greven, men deres møde i en stråhytte ender i tragedie, da baronen i raseri sætter ild til hytten. Begge elskende omkommer. Baronens datter Karen og den Hendes Nåde forsøger at håndtere sorg og kaos, mens baronen synker ned i alkoholisme og vanvid. Til sidst overtager den gamle Nåde magten over godset.

## Medvirkende
- Jonna Neiiendam som Enkebaronesse Juliane von Leunbach
- Richard Jensen som Grev von Scheele
- Carla Müller som Alvilda, Helmuths hustru
- Rasmus Ottesen som Helmuth, enkebaronessens søn
- Gudrun Houlberg som Karen, Alvildas datter af første ægteskab
- Einar Rosenbaum som Pastor Adolf Mascani
- Peter S. Andersen som En tjener på Næsset
- Hildur Møller som "Kaninen", Karens lærerinde
- Johanne Birkerod-Schiwe som Stasia, enkebaronessens døvstumme pige
- Knud Bærentzen som Forpagter